# Chris MacKintosh
Charles Ernest Whistler Christopher MacKintosh, noto Chris, indicato anche come Mackintosh (Charville, 31 ottobre 1903 – Haddington, 12 gennaio 1974) è stato un bobbista e lunghista britannico, nonché rugbista a 15 per la Scozia.
Era il padre di Sheena, Vora, Charlach e Douglas, tutti ex sciatori alpini olimpionici.

## Biografia
Viene ricordato come vincitore di una medaglia d'oro nel bob a quattro, vittoria ottenuta ai campionati mondiali del 1938 (edizione tenutasi a Garmisch-Partenkirchen, Germania) insieme ai suoi connazionali Frederick McEvoy, David Looker e Charles Green, totalizzando un tempo migliore rispetto alle due nazionali tedesche.
Partecipò inoltre alle Olimpiadi estive di Parigi 1924, piazzandosi al sesto posto nel salto in lungo.
Fu anche giocatore di rugby a 15, avendo militato nella nazionale scozzese.